# 新東普魯士
新東普魯士（德語：Neuostpreußen）是1795年至1807年間普魯士王國的一個省。它是在對波蘭立陶宛聯邦第三次瓜分所得的領土之上建立的。1806年時它有914,610名居民，主要是波蘭人、立陶宛人、猶太人和白俄羅斯人。該區域的面積約為55,000 平方公里。
當拿破崙·波拿巴在第四次反法同盟戰爭和1806年大波蘭起義中獲勝後，諸國於1807年訂了《提爾西特條約》，使普魯士割讓了新東普魯士省，普沃茨克區域成為法國附庸華沙公國的一部分，比亞維斯托克區域割讓給了俄羅斯帝國。